# مازن عبد الرزاق محمد صالح بليلة
مازن عبد الرزاق محمد صالح بليلة (1375 هـ -) سياسي سعودي، وعضو مجلس الشورى سابقاً.
المؤسس وصاحب الفكرة العميد. عضو مجلس الأمناء في كلية إدارة الأعمال الأهلية سابقاً. كان المشرف العام على مركز جده للعلوم والتكنولوجيا، 1992 إلى 2000م، وعميد القبول والتسجيل، جامعة الملك عبد العزيز من 1988 إلى 1991م

## المسيرة العلمية
كان للدكتور مازن مسيرة علمية مميزة، حيث أكمل جميع المراحل التعليمية، وصولا للدكتوراه في جامعات دولية.
- عام (1977) أنهى بكالوريوس هندسة نظم وأساليب في جامعة الملك فهد للبترول والمعادن.
- عام (1978) كان مُعيداً بقسم الهندسة الصناعية بجامعة الملك عبد العزيز بجدة.
- عام (1984) أنهى ماجستير ودكتوارة في الهندسة الصناعية والنظم، جامعة ليدز، بريطانيا.

## الخبرات

### المجال الأكاديمي
- (1993 – 1984) أستاذ الهندسة الصناعية بجامعة الملك عبد العزيز بجدة.
- (1993 – 1990) عميد القبول والتسجيل، جامعة الملك عبد العزيز بجدة.
- (2009) أستاذ مشارك، عميد كلية إدارة الأعمال الأهلية بجامعة UBT.

### القطاع العام الحكومي
- (2012 – 2005) عضو مجلس الشورى السعودي دورتين الرابعة والخامسة.
- (2004 – 2001) عضو مجلس منطقة مكة المكرمة.
- (1998 – 1995) عضو فريق التقويم الشامل للتعليم بالمملكة العربية السعودية بالأمر السامي.
- (1999– 1996) عضو مجلس إدارة المؤسسة العامة للتعليم الفني والتدريب المهني بالأمر السامي.

### القطاع الخاص
- (1997 – 1993) الأمين العام المساعد للتدريب، الغرفة التجارية الصناعية بجدة.
- (1997 – 1995) عضو مجلس الكلية التقنية بجدة.
- (1999 – 1992) مدير عام مركز جدة للعلوم والتكنولوجيا.
- (1998 – 1997) أمين عام مكلف لغرفة التجارية الصناعية بجدة.
- (2007 – 2006) مستشار في مجموعة صافولا.

## مناصبه
- رئيس تحرير جريدة المدينة اليومية 1997 إلى 1999م
- مساعد أمين عام الغرفة التجارية الصناعية بجده 1993 إلى 1997م
- الأمين العام المكلف للغرفة التجارية الصناعية بجده 1997م
- عضو مجلس إدارة المؤسسة العامة للتعليم الفني والتدريب المهني[بحاجة لمصدر]، بقرار مجلس الوزراء لسنة 1997م

## أبرز المؤلفات والكتب المنشورة
- عام (1996) «من المدرسة للعمل» 
- عام (1996) «في محيط الجامعات» 
- عام (1996) «أساسيات التدريب»
- عام (2006) «التعليم العالي الأهلي: إلى أين؟»
- عام (2013) «ترجمة كتاب الأركان الخمسة للقيادة»